# King's College Chapel (Cambridge)

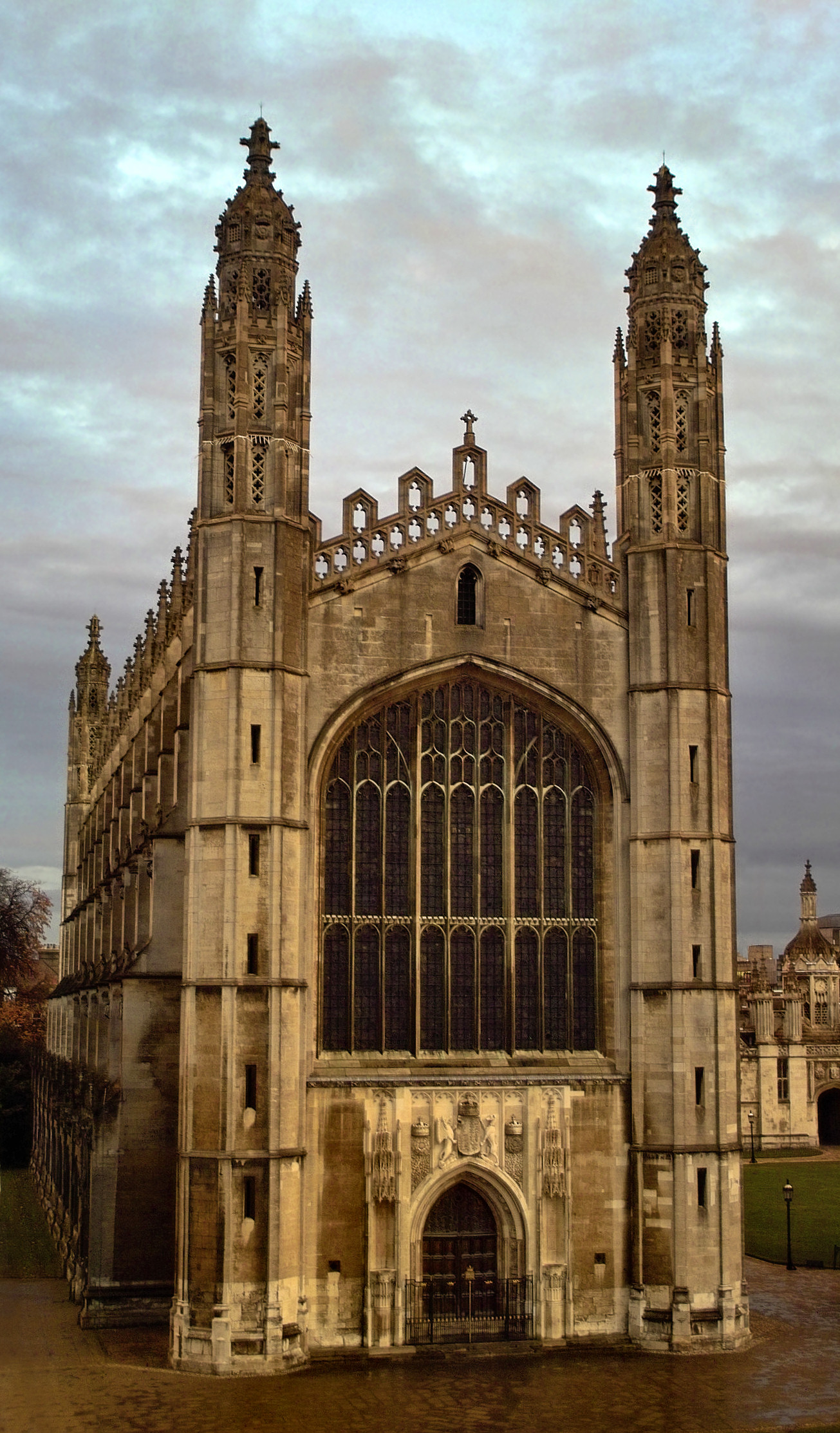
De kapel bezien vanaf Clare College

King's College Chapel is de kapel van King's College, een onderdeel van de Universiteit van Cambridge.
King's College en de bijbehorende kapel werden gesticht door koning Hendrik VI in 1441. De eerste steen werd gelegd in 1446. In 1515 was het gebouw klaar, afgezien van de grote glas-in-loodramen.
In het oorspronkelijke ontwerp waren complexe stergewelven voorzien, maar uiteindelijk bouwde men in 1508-1515 een zeer decoratief waaiergewelf, naar een ontwerp van John Wastell. Het grote gewicht van de in ragfijne patronen gelede steenmassa lijkt slechts te rusten op wanden van glas, waarmee de kapel zich voegt in de traditie die begon bij de Sainte-Chapelle. In werkelijkheid wordt het gewicht opgevangen door enorme steunberen, die door de ertussen aangebrachte zijkapellen worden gemaskeerd. Het gebouw is een van de fraaiste voorbeelden van de specifiek Engelse perpendicular vorm van de laat-gotische stijl, die zich kenmerkt door een uiterste zoeken naar verticaliteit, een streven naar de hemel, gepaard aan zo groot mogelijke lichtval in de kerk, dus grote ramen met heel smalle spijlen.

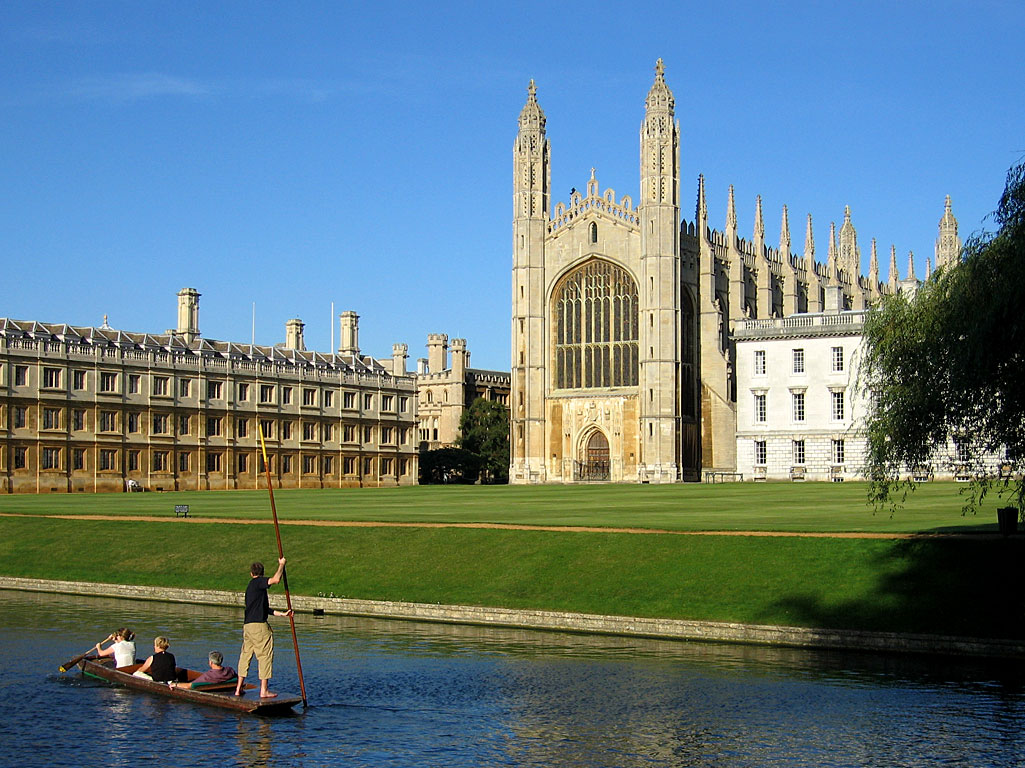
Koninklijke kapel van King's College

## Vensters
De 26 grote vensters van de kapel, twaalf langs elke lange zijde en een groter exemplaar op de korte zijden, zijn verfraaid met gebrandschilderd glas. Op het neogotische westraam uit 1879 na gaat het om renaissancekunst vervaardigd in de periode 1515-1531 door meesters uit de Nederlanden. Barnard Flower tekende voor het ontwerp van de cyclus en had ook (delen van) vier of vijf brandglasramen geleverd toen hij in 1517 kwam te sterven. Koning Hendrik VIII duidde Flowers medewerker Galyon Hone aan om de werken voort te zetten volgens het ontwerp van Flower. Met drie medewerkers voltooide hij tussen 1526 en 1531 het oostraam en zestien andere. Na Hone leverden Francis Williamson en Symon Symondes de laatste vier brandglasramen.

## Muziek
De koning die de eerste steen legde van King's College, Hendrik VI van Engeland, stichtte in 1441 ook het Choir of King's College, ook bekend als King's College Chapel's Choir, een koor dat dus al bijna 580 jaar bestaat. Het ensemble bestaat uit uitsluitend mannen: veertien volwassenen, allen studenten die een beurs krijgen omdat ze op professioneel niveau zingen (zes bassen, vier tenors en vier contratenors), en een jongenskoor bestaande uit zestien zangers. De belangrijkste taak van het koor is om dagelijks in de kapel te zingen, maar het gaat ook vaak op tournee. Er bestaan talloze geluidsopnamen van het King's College Chapel's Choir, die over de gehele wereld verspreid zijn. In de laatste zestig jaar werd het koor geleid door Sir David Willcocks (1957-1973), Sir Philip Ledger (1974-1982) en Sir Stephen Cleobury (1982-2019). Daniel Hyde is dirigent sinds 2019.